# 大井卜新

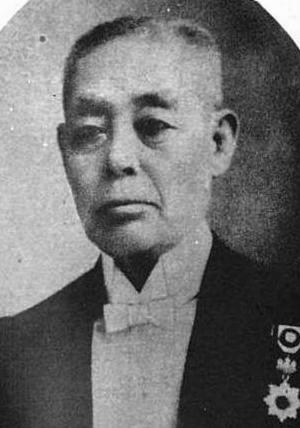
大井卜信

大井 卜新（おおい ぼくしん、天保5年3月10日（1834年4月18日） - 大正13年（1924年）5月11日）は、江戸時代の医師、明治、大正期の薬剤師、実業家、政治家。

## 略歴
和歌山県平民・大井源四郎の長男として紀伊国牟婁郡西山郷平谷村（現三重県熊野市紀和町平谷に生まれ、大坂（京都？）で蘭学と医学を学び、さらに長崎でオランダ人、ボンベ・ボートエンのもとで蘭医学を学んで蘭方医となる。長崎に9年いたのち、飫肥藩で1年洋医学を教え、慶応元年に大阪で開業。大坂歩兵屯所付き医師として伏見の役に参加、和歌山藩士に列せられ、大阪府仮病院(現・大阪大学医学部附属病院)医師となる。明治維新後は大学得業生、文部省助教を経て薬剤師となり、1876年に大阪で薬局開業。その後大阪府会議員などを経て、1904年に衆議院議員に当選（三重県郡部5、立憲政友会）。このほか、中外生命保険会社設立、硫酸肥料、伊和鉄道、大阪電灯などの重役、大阪商業会議所副会頭も務めた。1909年には渋沢栄一率いるアメリカ実業界視察旅行「渡米実業団」に参加した。

## 人物
- 花街の赤坂田町5丁目に住んでいたが、節約のため、自宅に美人の女中を雇い、振袖を着せていた[2]。
- 91歳没という長寿を誇り、薄田泣菫は著書の中で「卜新老は人も知ってる通り若い妾を可愛がるので名高い人だ」と記した[3]。

## 親族
- 養子 大井憲太郎（1877年、養子縁組）